# فرودگاه متز-نانسی-لورن
فرودگاه متز-نانسی-لورن (به انگلیسی: Metz-Nancy-Lorraine Airport) (به زبان بومی: Aéroport de Metz-Nancy-Lorraine) یک فرودگاه همگانی با کد یاتا ETZ است که یک باند فرود سنگفرش دارد و طول باند آن ۳۰۵۰ متر است. این فرودگاه در شهر نانسی کشور فرانسه قرار دارد و در ارتفاع ۲۶۵ متری از سطح دریا واقع شده‌است.

## شرکت‌های هواپیمایی و مقصدهای پروازی
| شرکت‌های هواپیمایی        | مقصدهای پروازی |
| ------------------------ | --- |
| ایجین ایرلاینز           | فصلی: هراکلین |
| هواپیمایی الجزایر        | هواری بومدین فصلی: محمد بوضیاف، اس سینیا وهران |
| ایر فرانس اجرا توسط هاپ! | لیون-سینت اگزوپری، نیس کوت دازور فصلی: کلوی–سینت-کاترین، فیگاری ساد-کورسه |
| Chalair Aviation         | فصلی: پرپینیان-ریوسالت |
| TUI fly Belgium          | محمد پنجم, مراکش-منارا, چارتر فصلی: بورگاس (آغاز از ۲۰ مه ۲۰۱۷), کگلیاری-الماس (آغاز از ۱۸ ژوئن ۲۰۱۷), ایبیزا (آغاز از ۶ ژوئیه ۲۰۱۷), لانزاروته، اولبیا - کاستا اسمرالدا، پالما د مایورکا |
| تووین جت                 | مارسی پروانس، تولوز-بلانیاک، بوردو–مریگناک، نانت آتلانتیک. |